# Viid jezik
Viid jezik (senggi; ISO 639-3: snu;senggi), jedan od osam papuanskih jezika iz skupine waris, porodica border, nekad dio transnovogvinejske porodice. 
Govori ga 100 ljudi (2000 Wurm) u selima Senggi i Tomfor, odnosno 250 (2005 SIL) u selu Senggi južno od Jayapura, na indonezijskom dijelu Nove Gvineje. U upotrebi je i indonezijski [ind].

## Vanjske poveznice
- Ethnologue (14th)
- Ethnologue (15th)